# Pigeonnier de Ramonville-Saint-Agne
Le pigeonnier de Ramonville-Saint-Agne ou pigeonnier de la comtesse est un colombier situé dans le département de la Haute-Garonne en France commune de à Ramonville-Saint-Agne.

## Localisation
Le pigeonnier dit de la comtesse se situe avenue de Suisse en face de l'entrée du cimetière du pigeonnier à Ramonville-Saint-Agne.

## Description
Le pigeonnier est un colombier-tour de type circulaire, constitué de briques roses typiques du pays toulousain de style Renaissance, surmonté d'un dôme.

## Histoire
Construit entre fin du XVIe siècle début du XVIIe siècle, le pigeonnier dit de la comtesse, appartient au comte de Pailhè puis à son épouse jusqu'à la Révolution; un pigeonnier étant un privilège des seigneurs.
Le pigeonnier de Ramonville-Saint-Agne est inscrit au titre des monuments historiques par arrêté du 4 octobre 1932.